# Кызылский кожуун
Кызы́лский кожуун (тув. Кызыл кожуун) — административно-территориальная единица и муниципальное образование (муниципальный район) в составе Республики Тыва Российской Федерации.
Административный центр — посёлок городского типа Каа-Хем.

## География
Кожуун расположен в центральной части республики, главным образом, в Тувинской котловине. На севере — Уюкский хребет. Главные реки — Бий-Хем, Каа-Хем, Улуг-Хем, Элегест.
Общая численность населения района (кожууна) на 2009 год — 24 344 человека. Расстояние от центра до столицы Республики Тыва — города Кызыла 10 километров. Кызылский кожуун граничит с Улуг-Хемским кожууном на западе, Тоджинским на северо-востоке, Пий-Хемским на северо-западе и севере, а также с городом Кызылом на севере. На востоке и юге — Каа-Хемским и Тандинским районами (кожуунами). Фактически, Кызылский кожуун представляет два эксклава, разделённых между собой территорией города Кызыла, в состав кожууна не входящего.
Административный центр района посёлок городского типа Каа-Хем непосредственно примыкает к столице республики — городу Кызылу. Район связан автодорогой федерального значения с Красноярским краем и другими районами страны.
Кызылский кожуун приравнен к районам Крайнего Севера.

## История
Кызылский район был образован в 1945 году. 28 марта 1957 года Кызылский район был упразднён, а его территория разделена между Каа-Хемским, Пий-Хемским, Тандинским и Улуг-Хемским районами.
Вторично Кызылский район (кожуун) был образован 21 февраля 1975 года из девяти сельских поселений (сумонов): с. Баян-Кол, с. Кара-Хаак, с. Сукпак, с. Терлиг-Хая, с. Усть-Элегест, с. Черби, с. Шамбалыг, с. Ээрбек, с. Целинное и районного центра — поселка городского типа Каа-Хем.

## Население
| 1990    | 2000    | 2002    | 2004    | 2005    | 2006    | 2007    | 2008    | 2009    |
| ------- | ------- | ------- | ------- | ------- | ------- | ------- | ------- | ------- |
| 22 263  | ↗24 451 | ↘22 678 | ↘22 427 | ↘22 327 | ↗22 411 | ↗23 158 | ↗23 678 | ↗24 344 |
| 2010    | 2011    | 2012    | 2013    | 2014    | 2015    | 2016    | 2017    | 2018    |
| ↗27 659 | ↗27 768 | ↗28 237 | ↗28 554 | ↗29 057 | ↗29 777 | ↗30 140 | ↗31 056 | ↗31 979 |
| 2019    | 2020    | 2021    |         |         |         |         |         |         |
| ↗32 646 | ↗33 219 | ↗35 868 |         |         |         |         |         |         |

### Урбанизация
В городских условиях (пгт Каа-Хем) проживают 54,88 % населения района.

## Территориальное устройство
В Кызылском кожууне 1 посёлок городского типа кожуунного (районного) подчинения (городское поселение) и 9 сумонов (сельских поселений):
| №        | Городское и сельские поселения | Административный центр | Количество населённых пунктов | Население | Площадь, км2 |
| -------- | ------------------------------ | ---------------------- | ----------------------------- | --------- | ------------ |
| 1e-06    | Городское поселение            |                        |                               |           |              |
| 1        | пгт Каа-Хем                    | пгт Каа-Хем            | 2                             | ↗18 281   | 50,23        |
| 1.000002 | Сумоны (сельские поселения):   |                        |                               |           |              |
| 2        | Баян-Кольский                  | село Баян-Кол          | 2                             | ↗1270     | 29,29        |
| 3        | Кара-Хаакский                  | село Кара-Хаак         | 1                             | ↗1427     | 14,02        |
| 4        | Сукпакский                     | село Сукпак            | 1                             | ↗4953     | 38,48        |
| 5        | Терлиг-Хаинский                | село Терлиг-Хая        | 1                             | ↗494      | 14,68        |
| 6        | Усть-Элегестинский             | село Усть-Элегест      | 1                             | 1505      | 53,38        |
| 7        | Целинный                       | село Целинное          | 1                             | ↗1256     | 46,88        |
| 8        | Чербинский                     | село Черби             | 1                             | ↘1136     | 21,37        |
| 9        | Шамбалыгский                   | село Шамбалыг          | 1                             | ↗426      | 22,33        |
| 10       | Ээрбекский                     | село Ээрбек            | 1                             | ↗1231     | 54,76        |

### Населённые пункты
В Кызылском кожууне 12 населённых пунктов.
| №  | Населённый пункт | Тип   | Население | Муниципальное образование |
| -- | ---------------- | ----- | --------- | ------------------------- |
| 1  | Баян-Кол         | село  | ↘1122     | Баян-Кольский             |
| 2  | Каа-Хем          | пгт   | ↗19 686   | пгт Каа-Хем               |
| 3  | Кара-Хаак        | село  | 1427      | Кара-Хаакский             |
| 4  | Оттук-Даш        | арбан | ↗1239     | Баян-Кольский             |
| 5  | Сукпак           | село  | ↗6106     | Сукпакский                |
| 6  | Терлиг-Хая       | село  | ↗523      | Терлиг-Хаинский           |
| 7  | Усть-Элегест     | село  | ↗1600     | Усть-Элегестинский        |
| 8  | Уш-Белдир        | арбан | ↗7        | пгт Каа-Хем               |
| 9  | Целинное         | село  | ↗1410     | Целинный                  |
| 10 | Черби            | село  | ↗1168     | Чербинский                |
| 11 | Шамбалыг         | село  | ↗480      | Шамбалыгский              |
| 12 | Ээрбек           | село  | ↗1716     | Ээрбекский                |

## Экономика
В Каа-Хеме — добыча каменного угля (Каа-Хемский угольный разрез), овцеводство.

## Достопримечательности
В селе Усть-Элегест — средневековая крепость периода Уйгурского каганата. Крепость имеет размеры 35 на 45 метров. Её место расположение прекрасно продумано — с башен уйгурской крепости прекрасно просматриваются все окрестности. За следующей достопримечательностью долго ходить не придется. На южной окраине Усть-Элегест находится древняя каменная плита, на которой изображен олень.
Также одним из достопримечательностью с. Усть-Элегест является висячий мост через реку Элегест.
Священное место Бурган изи, находится на юго-восточной стороне от Кызыла в 54 км. По легенде, несколько лет назад, когда Далай-Лама пролетал над Тувой, то он увидел на земле светящийся свет следа Учителя. Об этом Его Святейшества сообщил буддистам, и они отыскали этот священный след. С тех пор началось паломничество жителей со всей республики. На том месте на горе установлен субурган "Дючен Лхабаб", что означает «Снисхождение с небес Будды Шакьямуни».
Священный камень-глыба Чалама. Находится в 3-х км от села Терлиг-Хая. Он сердцевидной формы, высотой около 9-ти метров. Это место имеет магическую силу. Сюда приезжают очищаться, зарядиться энергией, получить вдохновение, любоваться природной красотой. Паломники просят у священного камня улучшения своего материального благосостояния, здоровья, семейного благополучия, детей и исполнения других желаний, которые сбываются. Каждый год в начале июня шаманы религиозного общества "Адыг-Ээрен" - "Дух Медведя" проводят обряд освящения места силы «Чалама».